# Empresaris de Catalunya
Empresaris de Catalunya (EC) és una associació empresarial catalana, constituïda com a grup de pressió dels sectors econòmics, per tal de generar oposició al procés independentista de la comunitat autònoma de Catalunya. L'entitat fou creada el 5 de novembre de 2014 i agrupa uns 400 empresaris.
El seu president fundador fou Mariano Ganduxer Floriach però, després de la seva mort el febrer de 2015, el succeí l'empresari vigatà Josep Bou Vila, quedant com a vicepresidents Carles Rivadulla Oliva i Joaquim Maria Molins López-Rodo. El 2024, amb la proclamació de Salvador Illa com a nou president de la Generalitat de Catalunya, l'entitat va considerar el programa de govern com a «perjudicial» per a l'economia catalana.